# 国鉄タム3900形貨車
国鉄タム3900形貨車（こくてつタム3900がたかしゃ）は、かつて日本国有鉄道（国鉄）及び1987年（昭和62年）4月の国鉄分割民営化後は日本貨物鉄道（JR貨物）に在籍した私有貨車（タンク車）である。
本形式より改番され、別形式となったタム23900形についても、本項目で解説する。

## 概要
本形式は、カセイソーダ液専用の15t積二軸貨車である。
1953年（昭和28年）10月20日から1961年（昭和36年）12月21日にかけて65両が製作された。うち16両（タム3900 - タム3903、タム3940, タム3941, タム3947, タム3948, タム3951 - タム3958）は 三菱重工業、造機車輌、富士重工業、日立製作所において新製され、49両（タム3904 - タム3939, タム3942 - タム3946, タム3949,　タム3950, タム3959 - タム3964）が1954年（昭和29年）および1961年（昭和36年）にタム200形およびタム900形の改造により汽車製造、造機車輌、日立製作所、富士重工業、三菱重工業にて製作された。
貨物列車の最高速度引き上げが行われた1968年（昭和43年）10月1日ダイヤ改正対応のため、（一段）リンク式として落成した車の軸ばね支持方式が二段リンク式に改造された。
1979年（昭和54年）10月に制定された化成品分類番号では、「侵81」（侵食性の物質、腐食性物質、危険性度合2（中））が標記された。
1987年4月の国鉄分割民営化時には24両がJR貨物に継承されたが、最後の2両（タム3900, タム3901）が廃車となり、2005年（平成17年）7月に形式消滅した。この2両の所有者は、東北東ソー化学（常備駅は酒田港駅）であった。
タンク体はドーム付きの普通鋼製キセなし直胴タイプで、保温のため厚さ50mmの炭化コルク断熱材と薄鋼板製のキセが設置されている。一部は、形式を変更しないままタンク体内部にゴムライニングを施している。塗色は、黒。荷役方式は全車ともマンホールからの上入れ、空気管と液出管を用いた空気圧による上出し方式、空気管と液出管はS字管により車体側面に導かれている。
全長は8,050mm、全幅は2,528mm、全高は3,411mm、軸距は3,650mm、4,000mm、自重は10.3t - 12.0t、換算両数は積車2.6、空車1.2、最高運転速度は65km/h→75km/h、車軸は12t長軸であった。

## タム23900形
タム23900形はカセイソーダ液専用の15t積二軸貨車である。
当初タム3900形の軸ばね支持装置は（一段）リンク式であったが、貨物列車の最高速度引き上げが行われた1968年（昭和43年）10月1日ダイヤ改正対応のため、大半の車は二段リンク式に改造したが、5両（タム3926 - タム3929、タム3942）の未改造の車が残り区別のため別形式（タム23900形）とした。改造内容は標記類の書き換え以外なにもなく、むしろ本形式の方が本来のタム3900形ともいえる。
車番は「タム23700- 」とはならず、現番号に20000を加えた「タム23926 - タム23929、タム23942」となった。
所有者は国策パルプ、北海道曹達、ソーダ商事の3社であり、5車全ての常備駅は室蘭本線の幌別駅であった。国策パルプ所有車3両（タム23926 - タム23929）は、1972年（昭和47年）4月28日に山陽国策パルプに名義変更された（合併による社名変更）。
識別のため記号に「ロ」を丸で囲んだ通称マルロが追加され「ロタム」となり黄色（黄1号）の帯を巻いている。タンク体には同色で「道外禁止」と標記された。
1973年（昭和48年）3月19日に最後まで在籍した3両（タム23926 - タム23929）が廃車となり形式消滅した。